# Nižnij Casučej
Nižnij Casučej (in russo Нижний Цасучей?) è un villaggio della Russia, centro amministrativo del distretto  Ononskij del Territorio della Transbajkalia.
Il villaggio si trova sulla riva destra del fiume Onon, 245 km a sud-est di Čita.
L’etimologia del nome ha origine mongola: in mongolo il termine casučej significa “pianura innevata”.